# Maria da Conceição Nobre Cabral
Maria da Conceição Nobre Cabral és una política de Guinea Bissau que va ser ministre d'Afers Exteriors de Guinea Bissau de 2007 a 2009.
Cabral fou nomenada ministra d'afers exteriors el 18 d'abril de 2007, com a part del govern del Primer Ministre Martinho Ndafa Kabi. Fou escollida per al càrrec pel president Nino Vieira.
Cabral estava casada amb l'antic ambaixador de Guinea Bissau als Estats Units.